# Тајнате (Милано)
Тајнате је насеље у Италији у округу Милано, региону Ломбардија.
Према процени из 2011. у насељу је живело 74 становника. Насеље се налази на надморској висини од 108 м.